# Vol Régional 7775
Le vol Régional 7775 était un vol intérieur, reliant l'aéroport Pau-Pyrénées à l'aéroport de Paris-Charles de Gaulle, qui s'est écrasé peu de temps après le décollage dans des conditions hivernales le 25 janvier 2007. Le vol était opéré par Régional, filiale régionale d'Air France, à l'aide d'un Fokker F100. Tous les passagers ont survécu à l'incident mais une personne au sol a été tuée. Une enquête menée par le BEA a déterminé que la cause de l'accident était l'accumulation de glace sur les ailes de l'avion ainsi qu'une rotation excessive dans les conditions météorologiques pendant le décollage.

## Avion
L'appareil impliqué dans l'incident était un Fokker F100 portant le numéro de série 11362 et immatriculé F-GMPG. Il a effectué son vol inaugural en octobre 1991. L'avion a d'abord été livré à TAT puis exploité par Air Liberté. Il a ensuite été loué à Air Corsica puis à Régional en 2005.

## Enquête

L'épave de l'appareil après l'accident.

Le BEA a mené une enquête sur l'accident et a annoncé que la cause principale était la présence de glace sur les ailes. L'enquête a également déterminé que le commandant de bord a entamé le décollage avec un angle d'attaque plus raide que nécessaire pendant la rotation et a sous-estimé les conditions atmosphériques. Le rapport a conclu que, bien que l'angle d'attaque choisi n'aurait pas entraîné un décrochage conventionnel, la glace sur les ailes avait créé une traînée supplémentaire et aucun dégivrage de l'avion n'avait été effectué avant le décollage. Bien que les deux pilotes aient observé des oiseaux près de la piste, aucune preuve d'impact avec des oiseaux n'a été trouvée.